# دعاء سيف
دعاء سيف الدين (القرن 20 -) هي راقصة وممثلة مصرية، شاركت في العديد من الأعمال التلفزيونية والسينمائية. تخرجت في كلية الحقوق بجامعة القاهرة. بدأت نشاطها الفني منذ عام 2006، ومن أبرز أفلامها حلم عزيز، شمال يا دنيا، زهايمر، ومن مسلسلاتها حق ميت، طريقي، امرأة في شق الثعبان.

## أعمالها
- فيلم ركلام.
- مسلسل جراند أوتيل.
- مسلسل فوق مستوى الشبهات.
- مسلسل مواطن بدرجة وزير.
- مسلسل امرأة في شق الثعبان.
- فيلم بلد البنات.
- فيلم زهايمر.
- فيلم حلم عزيز.